# SATURDAY BRACING MORNING
SATURDAY BRACING MORNING（サタデー・ブレイシング・モーニング）はBAYFMで放送されている千葉県の広報番組である。放送時間は毎週土曜日（JST）8:00～8:54。
毎週1つのテーマに沿った選曲を行い、曲の間には簡単なトークが入る。千葉県からのお知らせは番組CMの形で放送される。BAYFMで開局時から放送されている番組の一つ。通称は、sbmもしくはサタブレ。
公式サイトは長らく存在しなかったが、2019年頃に開設された。ただし、タイトルロゴおよびとよた真帆の顔写真を除けば、メールフォームと最新の放送回を聴取するためのリンクが貼られているだけである。

## DJ

### 現在
- とよた真帆（2017.4.1 - ）

### 過去
- Marsha Krakower（マーシャ・クラッカワー）（放送開始 - 2017.3.25）

## 備考
- 毎年偶数月のパワーウィーク中に千葉県の名産品（いちご、梨、米など）や千葉ロッテマリーンズの観戦チケットが当たるプレゼントコーナーを行っている。
- 8時20分頃にTRAFFIC UPDATESを挟むが、とよたが案内し『BAYFM78～♪』の汎用ジングル(番組のジングルとして扱う)を流してから情報アナウンサーの川田正美が呼び掛けを行う(情報は千葉センターから)。

テーマ曲はジェフ・ローバー「Grasshopper」。